# 大日寺石仏群
大日寺石仏群（だいにちじせきぶつぐん）は、兵庫県加西市野上町8番地にある石仏群。加西市有形文化財。

## 概要
大日寺石仏群、石棺仏1基、石棺材1個、異形地蔵1躯からなり、有形文化財に指定されている。多くは江戸時代の造立で、背面に十字架が刻まれた地蔵があり、キリシタン信仰にかかわるものと推察されている。

### 石棺仏
石棺蓋石と石棺身を構成した石材を再利用した石仏。蓋石は、現高141cm、巾80cm、厚さ26cmで、阿弥陀如来像を半肉彫り、舟形光背に7化仏を配する。 側石は、長辺現長40cm、短辺現長36cm、厚さ10cmの石棺側石材片である。

### キリシタン地蔵
背面に十字架が刻まれた地蔵で、加西市特有の「十」字を背面に刻む異形地蔵。全高76cm、巾23cm、厚さ19cm、背面の十字形の意匠は、縦28.5cm、横11cm、手首から先が欠損し、首は補修されている。 材質は凝灰岩。

## 交通アクセス

### 自動車
- 加西インターチェンジから東へ約3㎞[3]。

## 周辺情報
- 羅漢寺 (加西市)
- 山伏峠石仏
- 玉丘古墳群（ 玉丘史跡公園）
- 酒見寺
- 兵庫県立フラワーセンター
- 鎌倉山 - 笠松山 - 善防山
- 古法華自然公園